# Problème de Bernstein
En géométrie différentielle, le problème de Bernstein s'énonce de la façon suivante : si le graphe d'une fonction dans Rn−1 est une surface minimale dans Rn, est-ce que cela implique que la fonction en question est linéaire ? Cette assertion est vraie pour n au plus égal à 8, mais est fausse pour n au moins égal à 9. Ce problème doit son nom à Sergueï Natanovitch Bernstein qui a prouvé le cas n = 3 en 1914.

## Énoncé
Soit f une fonction de n − 1 variables réelles. Le graphe de f est alors une surface de  Rn, et les conditions pour que cette surface soit minimale induisent que f doit vérifier l'équation des surfaces minimales :
{\displaystyle \sum _{i=1}^{n-1}{\frac {\partial }{\partial x_{i}}}{\Bigg (}{\frac {\frac {\partial f}{\partial x_{i}}}{\sqrt {1+\sum _{k=1}^{n-1}{\Big (}{\frac {\partial f}{\partial x_{k}}}{\Big )}^{2}}}}{\Bigg )}}
Le problème de Bernstein pose la question de savoir si une fonction entière (une fonction définie sur tout Rn−1) qui vérifie l'équation précédente est nécessairement une fonction affine.

## Historique
Bernstein (1915-1917) a prouvé le théorème de Bernstein (énonçant que le graphe d'une fonction réelle à valeurs dans R2 qui est aussi une surface minimale dans R3 ne peut être qu'un plan).
Fleming (1962) a donné une nouvelle preuve du théorème de Bernstein en le déduisant du fait qu'il n'existe pas de cône d'aire minimale non planaire dans R3.
De Giorgi (1965) a montré qu'il n'existe pas de cône d'aire minimale non planaire dans Rn−1 et donc l'analogue du théorème de Bernstein est vrai dans Rn, ce qui implique en particulier qu'il est vrai dans R4.
Almgren (1966) a montré qu'il n'existe pas de cône minimal non planaire dans R4, étendant le théorème de Bernstein à  R5.
Simons (1968) a montré qu'il n'existe pas de cône minimal non planaire dans R7, étendant le théorème de Bernstein à R8. Il a aussi donné des exemples de cônes localement stables dans R8 et s'est demandé s'ils étaient globalement d'aire minimale.
Bombieri, De Giorgi et Giusti (1969) ont montré que les cônes de Simons sont effectivement minimaux et ont prouvé que dans Rn avec n ≥ 9, il existe des graphes qui sont minimaux sans être des hyperplans. En combinant ces résultats avec ceux de Simons, on en conclut que le théorème de Bernstein n'est vrai que pour des dimensions inférieures ou égales à 8.